# Drama Total
Drama Total (a menudo abreviado como DT) es una serie de televisión canadiense creada por Jennifer Pertsch y Tom McGillis que se estrenó en Cartoon Network (anteriormente Teletoon) en Canadá el 8 de julio de 2007 y en Cartoon Network en los EE.UU el 5 de junio de 2008. La serie es a la vez un homenaje y una sátira de las convenciones comunes de los programas de competencia de telerrealidad como Survivor.
Cada temporada gira en torno a un grupo de adolescentes que compiten en un sistema de eliminación, en desafíos tanto de equipos como individualmente por recompensas e inmunidad contra la eliminación. Los equipos se fusionan aproximadamente a la mitad de la competencia. A medida que los concursantes desarrollan relaciones entre ellos, son eliminados progresivamente del juego. Cuando solo quedan dos concursantes, se enfrentan en un desafío final donde el ganador recibe un premio en efectivo; C$ 100,000 ( US$ 73,129.00) en la primera temporada, C$ 1,000,000 (US$ 731,485.00) a partir de la segunda temporada. La serie consta actualmente de seis temporadas (Isla, Acción, Gira Mundial, La Venganza de la Isla, las dos partes Todos Estrellas y Isla Pahkitew, y el resurgimiento de Isla del Drama).
Drama Total ha desarrollado seguidores de culto y ha generado una franquicia. Una serie derivada, Drama Total presenta: Carrera Alucinante, se estrenó el 7 de septiembre de 2015. Una segunda serie derivada, Drama Total: La Guardería, se estrenó el 1 de septiembre de 2018 en EE.UU y el 7 de octubre de 2018 en Canadá.
El 17 de febrero de 2021, se anunció que se había dado luz verde a un resurgimiento de Drama Total, con dos nuevas temporadas producidas para Cartoon Network y HBO Max en los Estados Unidos, Boomerang en Canadá y CBBC en el Reino Unido. Ambas temporadas servirán como un reinicio suave de la serie original, y ninguno de los actores de voz originales volverá a interpretar sus papeles. La primera temporada se estrenó en Italia el 10 de abril de 2023, con la versión original en inglés disponible en Discovery+ en la región, y luego tendrá una extensión internacional.

## Formato
El nombre de cada temporada consiste en el título Drama Total con una diferente palabra a frase después de este. Esa palabra a frase define el cambio de tema para esa temporada. Esta serie es una competencia para ganar un prêmio en efectivo de C $100.000 en la primera temporada y C $1.000.000 en cada temporada. Esta serie toma elementos de otras series muy conocidas como Supervivientes, Fear Factor Factor Miedo y The Amazing Race. Al igual que estas otras series, Drama total tiene una clasificación TV-PG, ya que cuenta con blasfemias leves, breve desnudez censurada y algunos diálogos sugerentes. Cuando el diálogo más sugerente es presente, el episódio tiene clasificación TV-PG-D. Las tres primeras temporadas están clasificados en TV-PG-D, mientras que las otras dos están clasificados en TV-PG.

## Producción
McGillis dice que usaron un "proyecto de investigación en todo el país en línea" para determinar la talla de este grupo demográfico. Fresh TV Inc. socios McGillis, Perth, Elliott y Irving produjeron la serie. El presupuesto de la primera temporada fue de Dólar estadounidenses$ 8,000,000. Fue animada en Flash, en Studios de Animación Elliott en Toronto.
Todos los miembros del elenco y del equipo de Drama Total tuvieron que firmar un acuerdo de confidencialidad para no revelar quién es el ganador. Todos los personajes fueron diseñados por Kauffman. Un nombre de principios de la serie fue Camp TV cuando la serie comenzó su producción en 2006.
La quinta temporada se dividió en dos segmentos diferentes. El primer segmento, Todos Estrellas, tiene lugar en la isla original de la primera temporada, el Campamento Wawanakwa, mientras que el segundo segmento, Isla Pahkitew, presenta un escenario y un elenco nuevos. 
McGillis había declarado en 2013 que su objetivo personal era que Total Drama alcanzara las diez temporadas.  Alex Gaetanos, editor ejecutivo de histórias y escritor principal de la serie, también mencionó en 2014 que el equipo de producción planeaba hacer más temporadas en el futuro. 
En una sesión de preguntas y respuestas el 25 de septiembre de 2018, cuando se le preguntó si habría temporadas adicionales, McGillis respondió: "No. Lamento ser un asesino de sueños, pero no hay mercado para esta experiencia en el mercado del entretenimiento en general en este momento". 
El 17 de febrero de 2021, se anunció que se producirían dos nuevas temporadas para Cartoon Network y HBO Max,  El 22 de junio de 2022, Cake Entertainment anunció que la BBC se había unido a Warner Bros. Discovery como co-comisionado de las nuevas temporadas y las transmitiría en el canal CBBC en el Reino Unido. Además, las cinco temporadas anteriores del programa y sus derivados se agregarían a BBC playar.
El 6 de octubre de 2022, Regular Capital publicó un tuit que revelaba un nuevo póster de Total Drama que mostraba al nuevo elenco y al chef con un nuevo diseño. 
El 27 de octubre de 2022, se confirmó en una entrevista con Terry McGurrin en YouTube que Deven Mack reemplazaría a Clé Bennett como la voz del Chef Hatchet debido a que Bennett se mudó a Hollywood y repetirá su papel de la serie derivada Drama Total: La Guardería. Más tarde aclaró en Twitter que a pesar de cumplir esencialmente el papel de una temporada seis o siete, las nuevas temporadas se están produciendo como una nueva serie.
El 28 de marzo de 2023, se confirmó que Terry McGurrin reemplazaría a Christian Potenza como Chris McLean debido a "decisiones creativas".

## Episodios
Esta es una lista de todas las temporadas que se han emitido con las fechas de emisión canadienses originales que se muestran a continuación junto con los elementos básicos de cada temporada. El episodio número 100 se emitió el 27 de febrero de 2014.
| Serie                 | Temporada     | Temporada | Título                 | Episodios | Episodios               | Emisión original        | Emisión original        |
| Serie                 | Temporada     | Temporada | Título                 | Episodios | Episodios               | Primera emisión         | Última emisión          |
| --------------------- | ------------- | --------- | ---------------------- | --------- | ----------------------- | ----------------------- | ----------------------- |
| Drama Total           |               | 1         | Isla                   | 27        | 27                      | 8 de julio de 2007      | 29 de noviembre de 2008 |
| Drama Total           |               | 2         | Acción                 | 27        | 27                      | 11 de enero de 2009     | 10 de junio de 2010     |
| Drama Total           |               | 3         | Gira Mundial           | 26        | 26                      | 10 de junio de 2010     | 24 de abril de 2011     |
| Drama Total           |               | 4         | La Venganza de la Isla | 13        | 13                      | 5 de enero de 2012      | 12 de abril de 2012     |
| Drama Total           |               | 5         | Todos Estrellas        | 26        | 13                      | 9 de enero de 2014      | 27 de marzo de 2014     |
| Drama Total           | Isla Pahkitew | 5         | 13                     | 26        | 4 de septiembre de 2014 | 20 de noviembre de 2014 |                         |
| Drama Total           |               | 6         | Isla                   | 26        | 13                      | 21 de octubre de 2023   | 2 de diciembre de 2023  |
| Drama Total           | Isla          | 6         | 13                     | 26        | 3 de marzo de 2024      | 14 de abril de 2024     |                         |
| Drama Total presenta: |               | 1         | Carrera Alucinante     | 26        | 26                      | 4 de enero de 2016      | 15 de febrero de 2016   |

- Isla del drama: La primera temporada de la serie trato con que 22 adolescentes que son: Owen, Gwen, Duncan, Heather, Leshawna, Geoff, DJ, Lindsay, Bridgette, Trent, Harold, Courtney, Sadie, Beth, Cody, Izzy, Tyler, Katie, Justin, Noah, Eva y Ezekiel conviviran durante 8 semanas en una isla conocida como "Isla Wawanakwa", donde los 22 adolescentes se dividieron en dos equipos diferentes: los Topos Gritones y los Bagres Asesinos. Los dos equipos tuvieron desafíos cada tres días, y el equipo que perdía debía eliminar a alguien. Cada concursante eliminado debía caminar por el Muelle de la Vergüenza, e ir al Bote de los Perdedores, donde se irán de la isla. El último participante en pie gana una recompensa de $100.000 dólares pero en un capítulo se vuelve $1.000.000 de dólares.

- Luz, drama, acción: Los 15 concursantes que se quedaron más cerca de ganar el gran premio de la Isla del Drama. Los seleccionados son: Gwen, Duncan, Owen, Harold, Lindsay, Justin, Leshawna, Heather, Izzy, DJ, Beth, Trent, Bridgette, Geoff y Courtney (esta última se agrega más adelante); son trasladados a un set de filmación en la ciudad de Toronto, en el que Chris dice que los desafíos serán basados en géneros de película. El formato será parecido a la versión anterior: una competencia semanal, en la que el equipo perdedor debe eliminar a uno de sus integrantes. Las modificaciones son ahora en el sistema de votación electrónica que se ha incorporado, el cual da el veredicto de los participantes en sólo segundos. El acomodo de los concursantes es manejado por el Chef Hatchet, en una manera similar a como fue manejado en la isla, el premio será de $ 1,000,000. Cody, Eva, Ezekiel, Katie, Noah, Sadie, Tyler no participan en esta temporada pero aparecen en el segmento Luz, drama, acción: La secuela.

- Drama total: Gira mundial: Los 18 concursantes que son Duncan, Gwen, DJ, Ezekiel, Bridgette, Cody, Harold, Heather, Izzy, Lindsay, Leshawna, Noah, Owen, Tyler, Sierra, Alejandro, Courtney y Blaineley van al aeropuerto e irán en un gran avión, piloteado por Chris McLean (el anfitrión) y por el Chef Hatchet, viajando por el mundo. El formato es el mismo de las temporadas pasadas, agregando números musicales que ocurrirán cuando Chris haga sonar un campaneo; los que no canten tendrán una eliminación inmediata. Los concursantes eliminados deberán tomar el "Salto de la Vergüenza" y deberán saltar del avión en donde se realizan las ceremonias de eliminación independientemente de donde estén. Beth, Eva, Geoff, Justin, Katie, Sadie y Trent no compiten en esta temporada, pero aparecen en el segmento de Drama Total Gira Mundial: La Secuela y el premio para esta temporada también será de $ 1.000.000.

- Drama total: La venganza de la isla: A diferencia de temporadas anteriores, en esta temporada habrá un nuevo elenco de 13 concursantes que son: Anne Maria, Brick, Cameron, Dakota, Dawn, Jo, Lightning, Mike, Sam, Scott, B, Staci, y Zoey; sin embargo, algunos personajes del elenco original harán apariciones cameos durante la temporada. Debido a que se llenó de desechos tóxicos. El nuevo elenco tendrá retos de género de radiación, enfrentando peligros como animales salvajes mutantes, plantas venenosas y la comida contaminada del chef. También llevando a cabo un nuevo confesionario y un nuevo lugar en la ceremonia de eliminación quien se llevara el malvavisco tóxico. Esta temporada tendrá la mitad del total de los episodios regulares.

- Drama total: Todos estrellas y Drama total: Isla Pahkitew: La temporada tendrá lugar nuevamente en el Campamento Wawanakwa, la isla original utilizado en la primera y cuarta temporada. Cuenta con los 14 concursantes más populares de las primeras cuatro temporadas anteriores, los cuales son: Alejandro, Cameron, Courtney, Duncan, Gwen, Heather, Jo, Lightning, Lindsay, Mike, Sam, Scott, Sierra, y Zoey. Se lleva cabo en una nueva ubicación, esta vez en una isla llamada Isla Pahkitew que se encuentra en algún lugar del Occidente de Canadá. Un nuevo elenco de 14 concursantes compiten en esta temporada: Amy, Beardo, Dave, Ella, Jasmine, Leonard, Max, Rodney, Samy, Scarlett, Shawn, Sky, Sugar y Topher. Nuevamente se dividiran en dos equipo y el equipo perdedor eliminara a uno de sus integrantes. Las eliminaciones ahora tienen lugar a través del Cañón de la Vergüenza y contará con otro gran premio de un millón de dólares. Isla Pahkitew cuenta con varios elementos similares al Campamento Wawanakwa pero la isla es mucho más grande.

- Drama total presenta: Carrera alucinante: Se ponen 18 pares de personajes inolvidables a una prueba mental, físico y emocional en una frenética carrera alrededor del mundo. Cada nueva etapa de la carrera cuenta con una aventura a un nuevo país donde los equipos se enfrentarán contra BRUTALES desafíos, desconcertante costumbres locales y los equipos que compiten, ya que frenéticamente carrera hacia la próxima zona en su camino a la línea de meta final. Todos ellos van a empujar hasta el límite, pero solo un equipo va a ganar la carrera y el premio de $ 1.000.000!

- Drama total: La guardería: Vuelve a presentar a los miembros favoritos del elenco. Los personajes son de la temporada 1 de Drama total y son Owen, Courtney, Izzy, Noah, Duncan, Beth, Bridgette, Gwen, Leshawna, Harold y Cody y Jude de Locos dieciséis pero rejuvenecen de adolescentes hasta niños pequeños, controlados por el Chef Hatchet. Mientras que el elenco puede ser diminuto, sus personalidades adolescentes están completamente formados con las voces que conocemos y amamos y cada episodio está lleno de secuencias de sueños, cortes, bromas visuales, confesionarios y flashbacks. Nuestro elenco está listo para escalar las paredes, hackear la computadora de la escuela y haz lo que sea necesario, porque no te confundas... ¡estos niños pequeños están aquí para JUGAR!

## Transmisión
Drama Total estrenó por primera vez el 8 de julio de 2007 en Teletoon en Canadá, mientras que la serie se emitió casi un año después en Cartoon Network en los Estados Unidos el 5 de junio de 2008. Desde entonces, Drama Total se ha convertido en una franquicia internacional y uno de los mayores éxitos de Fresh TV. A partir de septiembre de 2011, la serie completa se ha mostrado en más de 100 países de todo el mundo, y la primera temporada se emitió en 188 países de todo el mundo. La cuarta temporada se emitió por primera vez en Canal+ Family (más tarde en Télétoon+) en Francia, mientras que la quinta temporada se emitió por primera vez en K2 en Italia. Australia también fue el primer país en transmitir la tercera temporada. Total Drama también se emitió en Pop Max (anteriormente conocido como Kix) en el Reino Unido, antes de que su reinicio se trasladara a CBBC.

## Personajes
Drama Total ha tenido un total de 52 personajes en la serie que fueron presentados como concursantes durante cinco temporadas. Las primeras tres temporadas consisten en un elenco original, con un total de 26 personajes (23 se presentan en la primera temporada (si se cuenta al Sr. Coco), mientras que los otros tres se presentan en el especial de la segunda temporada antes de convertirse en personajes principales en la tercera temporada), mientras que la cuarta temporada consta de un nuevo elenco con 13 nuevos personajes. Sin embargo, la quinta temporada trae de vuelta a 7 concursantes de ambos elencos (y aparece Ezekiel salvaje) cada uno para competir juntos por el millón. Luego se presenta un tercer elenco con 14 nuevos personajes. Para Carrera Alucinante, se introdujeron 32 nuevos personajes. Se presentó un cuarto elenco con 16 nuevos personajes en el resurgimiento de Isla del Drama.
Por temporada, 22 personajes compitieron en la primera temporada, 15 compitieron en la segunda temporada, 18 compitieron en la tercera temporada, 13 compitieron en la cuarta temporada, 14 personajes compitieron tanto en la quinta como en la sexta temporada (28 personajes en total para ambas temporadas ), 36 compitieron en Carrera Alucinante y 16 nuevos personajes competirán en la temporada de resurgimiento.

### Actores de voz
Hay varios actores de doblaje que han grabado las voces de todos los personajes de la serie Drama Total. Tanto Christian Potenza como Clé Bennett dan voz a los dos personajes principales de la serie, que aparecen en casi todos los episodios. Christian Potenza interpreta el papel del presentador egoísta y poco empático Chris McLean, diciendo que la mejor parte del trabajo fue que su personaje no podía ser eliminado del programa. Clé Bennett le da voz al rudo chef Hatchet, quien se desempeña como asistente de McLean. Otros actores de voz incluyen a Brian Froud, quien da voz a los concursantes Harold y Sam. Emilie-Claire Barlow y Rachel Wilson interpretan a la concursante Heather en Drama Total y Emilie-Claire Barlow declararon que Courtney era su personaje favorito que había interpretado.
Para el elenco original: Emilie-Claire Barlow como Courtney, Clé Bennett como DJ, Julia Chantrey como Eva, Carla Collins como Blaineley, Katie Crown como Izzy, Novie Edwards como Leshawna, Megan Fahlenbock como Gwen, Kristin Fairlie como Bridgette, Brian Froud como Harold, Sarah Gadon como Beth, Marco Grazzini como Alejandro (para Drama Total: Gira Mundial), Carter Hayden como Noah, Alex House como Alejandro (para Drama Total: Todos Estrellas), Lauren Lipson como Sadie, Scott McCord como Owen y Trent, Stephanie Anne Mills como Katie y Lindsay, Drew Nelson como Duncan, Annick Obonsawin como Sierra, Peter Oldring como Cody, Ezekiel, y Tyler, Dan Petronijevic como Geoff, Adam Reid como Justin y Rachel Wilson como Heather.
Para el elenco de segunda generación, los actores de voz son: Carleigh Beverly como Dakota, Jon Cor como Brick, Cory Doran como Mike, Kevin Duhaney como Cameron, Laurie Elliot como Jo, Brian Froud como Sam, Athena Karkanis como Anne Maria, Barbara Mamabolo como Zoey, Caitlynne Medrek como Dawn, Ashley Peters como Staci, Tyrone Savage como Lightning y James Wallis como Scott.
Para el elenco de tercera generación, los actores de voz son: Clé Bennett como Beardo y Leonard, Zachary Bennett como Shawn, Katie Bergin como Jasmine, Daniel DeSanto como Dave, Bruce Dow como Max, Kristi Friday como Scarlett, Christopher Jacot como Topher, Bryn McAuley como Amy y Samey, Sunday Muse como Ella, Sarah Podemski as Sky, Ian Ronningen as Rodney, y Rochelle Wilson como Sugar.
La mayoría de los actores de doblaje solo han expresado un personaje, mientras que algunos actores han expresado dos personajes. Peter Oldring y Clé Bennett son los únicos dos actores de doblaje que han expresado más de dos personajes, Oldring expresando tres y Bennett expresando cuatro (cinco si se cuenta la madre de DJ). Sin embargo, si se van a incluir los spin-offs, varios actores de voz habrían expresado varios personajes a lo largo de la serie. Brian Froud y Bennett son los únicos actores de doblaje que dieron voz a concursantes de más de una generación. Emilie Claire-Barlow reveló que Courtney fue originalmente expresada por una actriz de voz anónima, luego se reveló que era Rachel Wilson (quien también expresó a Heather) como la primera voz de Courtney en los dos primeros episodios de 'Isla del Drama antes de que le dieran el papel más tarde. Alejandro es el único personaje que tiene tres actores de voz; Fue expresado por Marco Grazinni en Drama Total: Gira Mundial, Keith Oliver mientras estaba en su traje de robot y Alex House en Drama Total: Todos Estrellas. Josh es el único personaje secundario que tiene un actor de voz propio, Dwayne Hill, ya que estos papeles generalmente se asignan a uno de los miembros principales del reparto.

### Roles fuera de serie
Los personajes de Drama Total se ven en una serie completamente diferente llamada Skatoony, donde los personajes son entrevistados para jugar en juegos de preguntas y respuestas contra personas reales y otros personajes de series canadienses. Anne Maria, Blaineley, Geoff, Leonard, Noah y Owen también aparecen en Drama Total presenta: Carrera alucinante algunas como concursantes. Beth, Bridgette, Cody, Courtney, DJ, Duncan, Ella, Geoff, Gwen, Harold, Izzy, Katie, Leshawna, Lightning, Max, Noah, Owen, Sadie, Sugar y Trent aparecen en el universo alternativo, salieron de Drama Total: La Guardería cuando eran niños pequeños, junto con Alejandro, Carrie, Chef Hatchet, Chet, Chris McLean, Don, Heather, Jasmine, Jen, Laurie, MacArthur y Tom como adultos.

## Reparto
| Personajes   | Actor de voz original (Canadá) | Actor de doblaje (Latinoamérica) |
| ------------ | ------------------------------ | -------------------------------- |
| Chris McLean | Christian Potenza              | Jhonny Torres                    |
| Chef Hatchet | Clé Bennett                    | Carlos Vitale                    |

### Primera generación
| Personajes         | Actor de voz original (Canadá)               | Actor de doblaje (Latinoamérica)                |
| ------------------ | -------------------------------------------- | ----------------------------------------------- |
| Alejandro          | Marco Grazzini (1.ª voz)Alex House (2.ª voz) | Jesús Hernández                                 |
| Beth               | Sarah Gadon                                  | Mariana Gamboa                                  |
| Blaineley          | Carla Collins                                | Rebeca Aponte                                   |
| Bridgette          | Kristin Fairlie                              | Lidya Abboud (1.ªvoz) Yasmil Lopez (2.ªvoz)     |
| Cody               | Peter Oldring                                | Paolo Campos                                    |
| Ezekiel / Ezequiel | Peter Oldring                                | Jorge Marín                                     |
| Tyler              | Peter Oldring                                | Víctor Díaz                                     |
| Courtney           | Emilie-Claire Barlow                         | Yasmil Lopez                                    |
| DJ                 | Clé Bennett                                  | Jesús Núñez (1.ª voz)Ángel Balam (2.ª voz)      |
| Duncan             | Drew Nelson                                  | Joel González (1.ª voz) Walter Veliz (2.ª voz)  |
| Eva                | Julia Chantrey                               | Elena Díaz Toledo                               |
| Geoff              | Dan Petronijevic                             | Juan Manuel Guzmán                              |
| Gwen               | Megan Fahlenbock                             | María José Estévez                              |
| Harold             | Brian Froud                                  | Rolman Bastidas                                 |
| Heather            | Rachel Wilson                                | Melanie Henríquez                               |
| Izzy               | Katie Joanna Crown                           | Yensi Rivero (1.ª voz) Mayela Pérez (2.ª voz)   |
| Justin             | Adam Reid                                    | José Granadillo                                 |
| Katie              | Stephanie Anne Mills                         | Rebeca Aponte                                   |
| Lindsay            | Stephanie Anne Mills                         | Karina Parra                                    |
| Leshawna / Lisana  | Novie Edwards                                | Lileana Chacón                                  |
| Noah               | Carter Hayden                                | Eder La Barrera                                 |
| Owen               | Scott McCord                                 | Gonzalo Fumero (1.ª voz) Sergio Pinto (2.ª voz) |
| Trent              | Scott McCord                                 | Hector Indriago                                 |
| Sierra             | Annick Obonsawin                             | Aura Caamaño                                    |
| Sadie              | Lauren Lipson                                | Mariela Diaz                                    |

### Segunda generación
| Personajes | Actor de voz original (Canadá) | Actor de doblaje (Latinoamérica)              |
| ---------- | ------------------------------ | --------------------------------------------- |
| Anne Maria | Athena Karkanis                | Rocío Mallo                                   |
| B          | Phil Hayes                     | Héctor Indriago                               |
| Brick      | Jon Cor                        | Roger Eliud López                             |
| Cameron    | Kevin Duhaney                  | Luis Miguel Pérez (1.ªvoz)Angel Lugo (2.ªvoz) |
| Dakota     | Carleigh Beverly               | María José Estévez                            |
| Dawn       | Caitlynne Medrek               | Leisha Medina                                 |
| Jo         | Laurie Elliott                 | Anna Bucci                                    |
| Lightning  | Tyrone Savage                  | Angel Mujica                                  |
| Mike       | Corey Doran                    | Fernando Márquez                              |
| Sam        | Brian Froud                    | Héctor Indriago                               |
| Scott      | James Wallis                   | David Silva                                   |
| Staci      | Ashley Peters                  | Melanie Henríquez                             |
| Zoey       | Barbara Mamabolo               | Karina Parra                                  |

### Tercera generación
| Personajes | Actor de voz original (Canadá) | Actor de doblaje (Latinoamérica) |
| ---------- | ------------------------------ | -------------------------------- |
| Amy        | Bryn McAuley                   | Gabriela Belén                   |
| Samey      | Bryn McAuley                   | Gabriela Belén                   |
| Beardo     | Clé Bennett                    | Gherald De Fonseca               |
| Leonard    | Clé Bennett                    | José Durán                       |
| Dave       | Daniel DeSanto                 | Josnel Rios                      |
| Ella       | Sunday Muse                    | Maiella Smith                    |
| Jasmine    | Katie Bergin                   | Stefani Villarroel               |
| Max        | Bruce Dow                      | Henrique Palacios                |
| Rodney     | Ian Ronningen                  | Jesús Rondón                     |
| Scarlett   | Kristi Friday                  | Ivanna Ochoa                     |
| Shawn      | Zachary Bennett                | Reinaldo Rojas                   |
| Sky        | Sarah Podemski                 | Arelys González                  |
| Sugar      | Rochelle Wilson                | Ivette García                    |
| Topher     | Christopher Jacot              | Germán Esaa                      |

### Carrera Alucinante
| Personajes | Actor de voz original (Canadá) | Actor de doblaje (Latinoamérica) |
| ---------- | ------------------------------ | -------------------------------- |
| Don        | Terry McGurrin                 | Adrián Blanco                    |

### Concursantes
| Personajes | Actor de voz original (Canadá) | Actor de doblaje (Latinoamérica)                  |
| ---------- | ------------------------------ | ------------------------------------------------- |
| Brody      | Scott McCord                   | Pedro Herrera                                     |
| Jacques    | Scott McCord                   | Ramón Guerra                                      |
| Carrie     | Kristin Fairlie                | Sixnalie Villalba                                 |
| Chet       | Darren Frost                   | David D'Urso                                      |
| Crimson    | Stacey DePass                  | Gabriela Belén                                    |
| Emma       | Stacey DePass                  | Maythe Guedes                                     |
| Devin      | James Jeffrey Hamilton Geddis  | Gherald De Fonseca                                |
| Tom        | James Jeffrey Hamilton Geddis  | Alfonso Soto                                      |
| Dwayne     | Neil Crone                     | Henrique Palacios                                 |
| Ellody     | Emilie-Claire Barlow           | Gabriela Belén                                    |
| Laurie     | Emilie-Claire Barlow           | Kelly Viloria                                     |
| Ennui      | Carter Hayden                  | Ángel Lugo                                        |
| Spud       | Carter Hayden                  | Kavier Roa                                        |
| Gerry      | David Huband                   | Pablo Nayip Rodríguez                             |
| Jay        | Lyon Smith                     | Carlos Pinto                                      |
| Mickey     | Lyon Smith                     | Carlos Pinto                                      |
| Jen        | Ashley Botting                 | Andrea Navas                                      |
| Josee      | Julie Lemieux                  | Marycel González (1.ª voz)Rebeca Aponte (2.ª voz) |
| Kelly      | Julie Lemieux                  | Carmen Suárez                                     |
| Junior     | Jacob Ewaniuk                  | Sofía Narváez                                     |
| Kitty      | Stephanie Anne Mills           | Yojeved Meyer                                     |
| Lorenzo    | Carlos Díaz                    | Georges Zalem                                     |
| Rock       | Carlos Díaz                    | Randy Arias                                       |
| MacArthur  | Evany Rosen                    | Valentina Toro                                    |
| Mary       | Katie Griffin                  | Elena Díaz Toledo                                 |
| Miles      | Katie Griffin                  | Lileana Chacón                                    |
| Pete       | Adrian Truss                   | Alex Orozco                                       |
| Ryan       | Joseph Motiki                  | Alliud Armas                                      |
| Sanders    | Nicole Stamp                   | Leisha Medina                                     |
| Stephanie  | Nicki Burke                    | Mayela Pérez                                      |
| Tammy      | Nicki Burke                    | Lucy Arellano                                     |
| Taylor     | Bryn McAuley                   | Claudia Álvarez                                   |

### Ganadores
Los productores del programa preparan dos finales alternativos para el episodio final de cada temporada, de modo que el ganador que se ve en las emisiones de un país es el segundo clasificado en otros países donde el programa salga al aire.
| Países                           | Temporadas | Temporadas | Temporadas | Temporadas | Temporadas | Temporadas |
| Países                           | IDD        | LDA        | DTGM       | DTVI       | DTTE       | DTIP       |
| -------------------------------- | ---------- | ---------- | ---------- | ---------- | ---------- | ---------- |
|                                  |            |            |            |            |            |            |
| Canadá                           | Owen       | Duncan     | Alejandro  | Cameron    | Mike       | Sky        |
| Estados Unidos                   | Owen       | Duncan     | Heather    | Lightning  | Mike       | Shawn      |
| Hispanoamérica (Cartoon Network) | Owen       | Duncan     | Heather    | Cameron    | Zoey       | Sky        |
| Hispanoamérica (Boomerang, TBS)  | Gwen       | Beth       | Alejandro  | Lightning  | Mike       | Shawn      |
| Argentina                        | Gwen       | Duncan     | Alejandro  | Lightning  | Mike       | Shawn      |
| Australia                        | Owen       | Beth       | Heather    | Cameron    | Zoey       | Shawn      |
| Brasil                           | Owen       | Beth       | Heather    | Cameron    | Zoey       | Sky        |
| Bulgaria                         | Owen       | Beth       | Alejandro  | Cameron    | Zoey       | Sky        |
| Croacia                          | Owen       | Beth       | Alejandro  | Cameron    | Zoey       | Sky        |
| Dinamarca                        | Owen       | Duncan     | Alejandro  | Cameron    | Zoey       | Shawn      |
| Finlandia                        | Gwen       | Beth       | Alejandro  | Cameron    | Zoey       | Sky        |
| Francia                          | Owen       | Beth       | Alejandro  | Cameron    | Zoey       | Sky        |
| Hungría                          | Owen       | Beth       | Alejandro  | Cameron    | Mike       | Shawn      |
| Irlanda                          | Owen       | Duncan     | Heather    | Lightning  | Zoey       | Sky        |
| Israel                           | Owen       | Beth       | Heather    | Cameron    | Zoey       | Shawn      |
| Italia                           | Owen       | Beth       | Heather    | Cameron    | Zoey       | Shawn      |
| Japón                            | Gwen       | Duncan     | Alejandro  | Lightning  | Mike       | Sky        |
| México                           | Owen       | Duncan     | Heather    | Cameron    | Zoey       | Sky        |
| Países Bajos                     | Owen       | Beth       | Alejandro  | Cameron    | Mike       | Sky        |
| Nueva Zelanda                    | Owen       | Beth       | Heather    | Cameron    | Mike       | Sky        |
| Noruega                          | Gwen       | Duncan     | Heather    | Cameron    | Zoey       | Shawn      |
| Filipinas                        | Gwen       | Duncan     | Heather    | Lightning  | Zoey       | Shawn      |
| Polonia                          | Gwen       | Beth       | Alejandro  | Cameron    | Mike       | Sky        |
| Portugal                         | Owen       | Beth       | Heather    | Cameron    | Mike       | Shawn      |
| Rumania                          | Gwen       | Beth       | Alejandro  | Cameron    | Mike       | Shawn      |
| Rusia                            | Owen       | Beth       | Alejandro  | Cameron    | Zoey       | Sky        |
| Serbia                           | Gwen       | Beth       | Heather    | Cameron    | Mike       | Shawn      |
| España                           | Owen       | Duncan     | Heather    | Lightning  | Zoey       | Shawn      |
| Cataluña                         | Owen       | Beth       | Heather    | Cameron    | Zoey       | Shawn      |
| Suecia                           | Gwen       | Beth       | Alejandro  | Cameron    | Zoey       | Sky        |
| Taiwan                           | Owen       | Duncan     | Alejandro  | Cameron    | Mike       | Sky        |
| Reino Unido                      | Owen       | Duncan     | Heather    | Cameron    | Mike       | Shawn      |

## Recepción

### Difusión
La serie ha recibido altas calificaciones, ocupando el puesto número 1 en el grupo de edad de menores de 14 años a lo largo de su ejecución. A partir de 2011, la primera temporada se ha mostrado en más de 188 países, mientras que el resto de la serie se ha visto en al menos 100.

### Reacción crítica
La primera temporada, Isla del drama, recibió críticas generalmente positivas. Common Sense Media le dio al programa 4 de 5 estrellas, llamándolo una "parodia inteligente de un reality show de dibujos animados".
La segunda temporada, Luz, drama, acción, recibió críticas en su mayoría mixtas de los críticos, quienes criticaron la similitud abierta con la temporada anterior, pero elogiaron el desarrollo de personajes que tuvieron menos tiempo en la primera temporada y los desafíos.
La tercera temporada, Drama Total Gira Mundial, recibió elogios de la crítica por el antagonista de la temporada en Alejandro, los números musicales y el humor, con críticas menores dirigidas al desarrollo de Ezekiel y el triángulo amoroso de Gwen-Courtney-Duncan.
La cuarta temporada, Drama Total: La venganza de la isla, fue criticada por una duración más corta y un elenco más débil que las temporadas anteriores y recibió críticas mixtas a positivas.
La primera parte de la quinta temporada, Todos Estrellas, fue muy criticada por el descarrilamiento de su personaje, los desafíos, el antagonista principal y la falta de recompensa. La segunda parte, Isla Pahkitew, fue criticada por su elenco más estereotipado pero fue recibida más positivamente que Todos Estrellas.

### Legado
Drama Total ha obtenido un culto de aficionados. Varias comunidades en línea ven a los fanáticos discutir sobre la serie, y ha inspirado fanfiction.  El creador de la serie, Tom McGillis, comentó sobre la popularidad de la serie y dijo que "Para los preadolescentes de todo el mundo, Drama Total es más que una parodia de un reality show. Es su reality show".

### Premios
| Año  | Evento de premiación                      | Categoría                                                           | Nominaciones                                              | Resultado |
| ---- | ----------------------------------------- | ------------------------------------------------------------------- | --------------------------------------------------------- | --------- |
| 2008 | 23rd Gemini Awards                        | Best Animated Program or Series                                     | Isla del drama                                            | Nominado  |
| 2008 | International Interactive Emmy®           | Interactive Program                                                 | Isla del drama: ¡Totalmente Interactivo!                  | Nominado  |
| 2010 | Kidscreen Awards                          | Tweens/Teen Best Animated Series                                    | Isla del drama                                            | Ganador   |
| 2010 | Kidscreen Awards                          | Viewer's Choice Tweens/Teens Program                                | Isla del drama                                            | Ganador   |
| 2010 | 25th Gemini Awards                        | Best Children's or Youth Fiction Program or Series                  | Luz, drama, acción                                        | Nominado  |
| 2010 | ToonZone Awards                           | Best Foreign Series                                                 | Drama Total Gira Mundial                                  | Ganador   |
| 2010 | ToonZone Awards                           | Best Music Score on a TV Series                                     | Drama Total Gira Mundial                                  | Ganador   |
| 2010 | ToonZone Awards                           | Best Song in a TV Series                                            | Oh My Izzy (Drama Total Gira Mundial)                     | Nominado  |
| 2010 | ToonZone Awards                           | Best Voice Actor in a TV Series                                     | Carter Hayden (Noah)                                      | Nominado  |
| 2010 | ToonZone Awards                           | Best Voice Actress in a TV Series                                   | Annick Obonsawin (Sierra)                                 | Ganador   |
| 2011 | Kidscreen Awards                          | Tweens/Teens (Best Animated Series)                                 | Drama Total Gira Mundial                                  | Ganador   |
| 2011 | Kidscreen Awards                          | Creative Talent (Best Voice Talent)                                 | Drama Total Gira Mundial                                  | Ganador   |
| 2011 | Kidscreen Awards                          | Viewer's Choice (Best Tweens/Teens Program)                         | Drama Total Gira Mundial                                  | Ganador   |
| 2012 | Pixie Awards                              | Animation                                                           | Drama Total Gira Mundial                                  | Ganador   |
| 2012 | Kidscreen Awards                          | Programming—Tweens/Teens (Best Companion Website 2012)              | Drama Total Gira Mundial En línea                         | Ganador   |
| 2015 | Cynopsis Kids !magination Awards          | Kids 2-11 Series/Special                                            | Drama Total: Isla Pahkitew                                | Ganador   |
| 2015 | Youth Media Alliance Awards of Excellence | Ages 9–14 (Best Television Program, Animation)                      | Drama Total: Isla Pahkitew                                | Ganador   |
| 2015 | 3rd Canadian Screen Awards                | Best Children's or Youth Fiction Program or Series                  | Drama Total: Todos Estrellas                              | Nominado  |
| 2015 | 3rd Canadian Screen Awards                | Best Performance in a Children's or Youth Fiction Program or Series | Christian Potenza (for "Heroes Vs. Villains")             | Nominado  |
| 2015 | ACTRA Toronto Awards                      | Best Voice Performance                                              | Cory Doran                                                | Ganador   |
| 2017 | 5th Canadian Screen Awards                | Best Writing and Animated Program or Series                         | Drama Total presenta: Carrera alucinante (Alex Ganetakos) | Nominado  |
| 2017 | 5th Canadian Screen Awards                | Cross-Platform Project, Children's                                  | Total Drama Presents: 'Donculous Dash                     | Nominado  |
| 2019 | Youth Media Alliance                      | Best Animation Program, Ages 6–9                                    | "That's a Wrap" (Drama Total: La Guardería)               | Ganador   |
| 2020 | 6th Canadian Screen Awards                | Best Animation Program or Series                                    | Drama Total: La Guardería                                 | Nominado  |

## Medios

### Lanzamientos de DVD
| Temp. | Temp. | Lanzamiento de DVD   | Lanzamiento de DVD     | Lanzamiento de DVD       |
| Temp. | Temp. | Region 1             | Region 4               | Region 4                 |
| ----- | ----- | -------------------- | ---------------------- | ------------------------ |
|       | 1     | 18 de agosto de 2009 | 5 de mayo de 2010      | 29 de septiembre de 2010 |
|       | 2     | —                    | 2 de noviembre de 2011 | 4 de julio de 2012       |
|       | 3     | —                    | 3 de abril de 2013     | 7 de agosto de 2013      |
|       | 4     | —                    | 8 de octubre de 2014   | 8 de octubre de 2014     |
|       | 5     | —                    | 4 de marzo de 2015     | 7 de julio de 2015       |

Hasta el 2 de noviembre de 2011, solo Isla del drama se había lanzado en DVD. Cartoon Network lanzó su DVD Isla del drama en los EE.UU el 18 de agosto de 2009 (Región 1), mientras que Madman Entertainment (Región 4) también lanzó Total Drama Island en DVD en Australia, pero esta vez en dos partes (Colección 1 el 5 de mayo de 2010 y Colección 2 el 29 de septiembre de 2010). Sin embargo, casi dos años después de que se emitiera por primera vez Luz, drama, acción, Madman lanzó el DVD de la Colección 1 de la segunda temporada el 2 de noviembre de 2011 (Colección 2 se lanzó el 4 de julio de 2012), convirtiendo a Australia en el único país que ha lanzado la totalidad de Luz, drama, acción para visualización privada en el hogar. Australia también lanzó Drama Total Gira Mundial en DVD con la Colección 1 el 3 de abril de 2013, y la Colección 2 el 7 de agosto de 2013. El 8 de octubre de 2014, Drama Total: La venganza de la isla fue lanzado en una parte debido a que es una temporada más corta. La primera parte de la quinta temporada, Drama Total: Todos Estrellas, se estrenó el 4 de marzo de 2015 y la segunda parte, Drama Total: Isla Pahkitew, se estrenó el 7 de julio de 2015.

### Promoción en línea
Teletoon albergó un sitio web basado en Drama Total llamado "Total Drama Online" de 2009 a 2013 donde los jugadores podían jugar y ganar insignias para ganar premios. Aunque la mayoría de las funciones (como las cuentas de usuario, el diseñador de avatar original y el contador de insignias) de este sitio web solo eran exclusivas para los espectadores canadienses, todos los juegos y elementos básicos estaban disponibles para el resto del mundo. Cartoon Network también tuvo su propio sitio web de Drama Total de 2009 a 2015, que era muy similar al sitio web canadiense, pero solo era exclusivo para los espectadores estadounidenses. También existen varios sitios web alternativos basados en la serie en la mayoría de los demás países en los que se transmite el programa, todos en sus respectivos idiomas.

### Series derivadas

#### Carrera Alucinante
Una serie derivada titulada Drama Total presenta: Carrera Alucinante tiene lugar en el mismo universo que el programa original. La serie se basa en el formato de The Amazing Race, donde el elenco se divide en múltiples equipos de dos (conocidos como dúos) que corren alrededor del mundo a lo largo de la serie. Hay un nuevo presentador llamado Don, que reemplazó al presentador original Chris. Aunque algunos de los personajes de la serie principal aparecen, la serie derivada está dominada principalmente por un nuevo elenco. La serie derivada es una "comedia de amigos" e incluye 18 parejas de equipos (36 personajes). Se estrenó por primera vez el 7 de septiembre de 2015 en Cartoon Network y luego se estrenó el 4 de enero de 2016 en la versión canadiense de Cartoon Network.

#### Drama total: La Guardería
Una segunda serie derivada se anunció el 19 de diciembre de 2017, como Total Drama Daycare (en versión inglés). Más tarde, la serie pasó a llamarse Drama Total: La Guardería para que los espectadores no la confundieran con una temporada de guardería de Drama Total. Se estrenó por primera vez el 1 de septiembre de 2018 en Cartoon Network en los EE.UU y el 7 de octubre de 2018 en Teletoon en Canadá. La serie tiene una duración de once minutos y es una comedia de la vida real. Presenta a algunos de los personajes originales de Isla del drama cuando eran niños pequeños, como Beth, Bridgette, Cody, Courtney, Duncan, Gwen, Harold, Izzy, Leshawna, Noah y Owen, así como a Jude de Locos dieciséis. Chef Hatchet también regresa como un adulto más joven. La producción de la serie comenzó a principios de 2017.
El 13 de febrero de 2019, la serie recibió luz verde para una segunda temporada.
El 23 de junio de 2020, Corus Entertainment anunció que la serie se renovó para una tercera temporada, que se estrenaría a mediados de 2021. El concursante de La Venganza de la Isla, Lightning, y el concursante de Isla Pahkitew, Sugar, fueron rejuvenecidos para unirse al elenco.